# Räddningsstation Uddevalla
Räddningsstation Uddevalla är en av Sjöräddningssällskapets räddningsstationer, som ligger i Uddevalla. Den började sin verksamhet 2016 som understation till Räddningsstation Stenungsund och blev en egen station 2019. Den har omkring 25 frivilliga sjöräddare. 

## Räddningsfarkoster
- Rescue Thordénstiftelsen av Gunnel Larssonklass, byggd 2016
- Rescuerunner Tomas Grävare, tillverkad 2020